# Georges Menahem
Georges Menahem (nacido el 10 de julio de 1944) es un sociólogo y economista francés cuyo trabajo emplea métodos de la economía, la sociología y la estadística . Fue director de investigación en el Centro Nacional de Investigaciones Científicas (CNRS). Anteriormente fue investigador del Instituto de Investigación e Información en Economía de la Salud (IRDES).

## Biografía
Se licenció en matemáticas y física en la universidad de Grenoble. Después de trabajar en astrofísica (Observatorio Jodrell Bank y radiotelescopio de Nançay) y en física del estado sólido, su interés en las ciencias sociales lo llevó a escribir su primer libro (1976) sobre las relaciones entre la ciencia y la institución militar.  Posteriormente su investigación se centró en la sociología del trabajo y de la división del trabajo,  en la sociología de la familia, con la creación de una nueva tipología de organización familiar  y un análisis de Las razones económicas dentro de la familia, un tema que se convirtió en el título de su doctorado en Economía. 
En la década de 1990 descubrió una correlación significativa entre los comportamientos de riesgo, la vulnerabilidad a las enfermedades y los graves traumas psíquicos infantiles, empleando datos del INSEE  y del IRDES. También intentó explicar estos hallazgos con conceptos de la economía de la salud y de la economía del riesgo.  Desde 2003 se ha centrado en la medición del bienestar social mediante la definición de índices de seguridad económica.  

## Actividades
Desde 1999, Menahem ha sido miembro del Consejo Asesor Científico de ATTAC .  Publicó un análisis del proceso de militarización europea.  En 2008 y en 2011 dirigió talleres sobre la militarización europea en la Universidad Europea de Verano Attac de Saarbrücken .  y en la Attac European Network Academy en Friburgo. 
Desde 2008 participa en el "Foro de Indicadores Alternativos de Riqueza" (FAIR, más conocido por su sigla en francés  ), dedicado a supervisar la "Comisión de Medición del Desempeño Económico y del Progreso Social" presidida por Joseph Stiglitz . Ha contribuido a elaborar el análisis del informe final de esta comisión.  En 2011, publicó en el sitio web de la Conferencia Río+20 de la CNUDS un documento  en el que abogaba por ampliar los indicadores de bienestar que el Secretario General de las Naciones Unidas deberá implementar. En 2012, participó en la Cumbre de Río+20, organizando actividades paralelas en la Cumbre Mundial de los Pueblos con otros dos miembros de FAIR, la belga Isabelle Cassiers y el franco-indio Muttiah Yogananthan. Criticaron la monetización del enfoque de sostenibilidad por parte del Banco Mundial y el Programa de las Naciones Unidas para el Medio Ambiente (Pnuma). Según Menahem, "el Índice de Riqueza Inclusiva (IRI), una medida introducida por el PNUMA y la Universidad de las Naciones Unidas, empeoraría la situación medioambiental mundial [...], ya que subestima el agotamiento de los recursos naturales y sobreestima los resultados monetizados del PIB, como el PIB y el capital humano". 
Desde la conferencia sobre el clima de Copenhague en 2009, donde se propuso la creación de un Tribunal Climático Global, ha estado trabajando en la creación de un tribunal que ampliaría la experiencia ambiental de la Corte Penal Internacional . Para desarrollar los medios jurídicos de defensa del medio ambiente, se unió en mayo de 2013 al equipo que intenta promover una Iniciativa Ciudadana Europea para perseguir los actos de ecocidio.  En 2016, presentó los retos de justicia ambiental de la contaminación del Dniéper en la Universidad Nacional de Zaporiyia, Ucrania. 

## Obras
- 2016, « Prolongar la historia de la justicia internacional con un tribunal internacional de la justicia climática », en Des droits pour la Terre, Les Editions Utopia, 2016
- 2013, « Tres modelos de protección social en Europa de 1995 a 2010 », Revue des possibles, n°1, París, octubre de 2013
- 2012, “ Más allá del PIB: hacia indicadores de sostenibilidad social y ambiental ”, evento paralelo presentado con miembros de FAIR el 19 de junio en la Conferencia de las Naciones Unidas conocida como Río+20
- 2011, (con Jean Gadrey y varios miembros del foro FAIR ) Indicadores para un mundo más sostenible e inclusivo, en el sitio de la CNUDS

- 2008, « How can the decommodified security ratio assess social protection systems? », Papelos de Tavajo n°11/08, in Publications of the Instituto de estudios fiscales, November, Madrid
- 2007, « The decommodified security ratio: A tool for assessing European social protection systems », International Social Security Review, Volume 60, Issue 4, page 69-103, October–December, Geneva, Switzerland
- 2007, « Prestations sociales, sécurité économique et croissance », Revue de l'OFCE, n°103, p. 291-322, December, Paris, France
- 2006, (with Marc Collet and Hervé Picard), « Why patients attending free health centres seek care », Issues in health economics, n° 113, October, IRDES, Paris, France
- 2006, (with Marc Collet and Hervé Picard), Medical reasons for using free healthcare centres and motives for using the services of consultants, biblio n° 1627, 167 p., IRDES, Paris, France
- 2006, "Santé : la dégradation", Chapter 10 in Pauvreté et inégalités, directed by Jean Gadrey, Fayard – Mille et une Nuits, pages 147-162, Paris, France
- 2005, (with Veneta Cherilova), « Inégalités de sécurité économique et aide à la famille dans l’Union européenne - La construction d’un indicateur de sécurité  (enlace roto disponible en este archivo). », in Recherches et Prévisions, n° 79, pp. 83–95, Paris, France
- 2004, « Inégalités sociales de santé et problèmes vécus lors de l’enfance », in La Revue du Praticien, vol.54, n° 20, Paris, France
- 2004, (with Catherine SERMET), "Pourquoi et comment mesurer la santé ?", Chapter in Politiques de santé - Refonder la solidarité, directed by Elisabeth Labaye, Institut de recherche de la FSU, Éditions Syllepse, pages 117-124, Paris, France
- 2004, "L'industrie pharmaceutique soumise à la logique du capital", Chapter in La santé mondiale entre racket et bien public, Éditions Charles Léopold Mayer, pages 89–99, Paris, France
- 2003, (with Marc Collet and Valérie Paris), "Précarités, risque et santé", Questions d’économie de la santé, n°63, IRDES, Paris, France
- 2002, (with Alice Beynet), Problèmes dentaires et précarité, IRDES, 164 p., Paris, France
- 2001, (with Thierry Adam, Pierre Alaignes and Christophe Ventura),Enquête au cœur des multinationales, 1001 nuits - Fayard, 160 p., Pari, France
- 2001, Chapter "Douleur", in Baromètre Santé 2000, Éditions du CFES, Vanves, vol. 2, pages 279-308, Paris, France
- 2000, "A target level of risk model of respiratory pathologies and smoking behaviour", Applied Economics, Vol. 31, Issue 6, pp. 709–722, London
- 1998, "Situations à risque de l’enfance, vulnérabilité sociale et troubles de santé à l’âge adulte", in Santé et Précarité, Flammarion, pages 97–98, Paris, France
- 1998, "Demande de soins, demande de santé, demande de sécurité : trois modèles pour la santé en économie", Les Cahiers du Gratice, N°129-130 (3-4), Paris, France
- 1997, "Recours aux soins des adultes et mode de gestion du risque",  Économie et Prévision, N°129-130 (3-4), Paris, France
- 1996, "La santé est-elle un bien économique public ou privé ?", Prévenir, n° 30, Tours, France
- 1994, Problèmes de l'enfance, statut social et santé des adultes, IRDES, biblio n° 1010, 222 p., Paris, France
- 1994, (with Patrick Bantman, psychiatrist) "Représentations de l'enfance, troubles psychiques et maladies à caractère psychosomatique", Dialogue, n°126, 4ème trimestre, Paris, France
- 1994, (with Sophie Martin, anthropologist) "Quand l'enfance fait mal - Liaisons entre événements de l'enfance et sensibilité des adultes aux maladies", Dialogue - Recherches cliniques et sociologiques sur le couple et la famille, n°124, 2ème trimestre, Paris, France
- 1994, (with Patrick Bantman and Sophie Martin), « Événements de la jeunesse, trajectoires de vie et troubles de l'existence à l'âge adulte », in Trajectoires sociales et inégalités, Éditions Érès, Toulouse, France
- 1994, "La santé des adultes dépend fortement du climat familial de leur enfance", in INSEE-Résultats n°345-346, Consommation - Modes de vie, n°67-68, Paris, France
- 1992, "Troubles de santé à l'âge adulte et difficultés familiales durant l'enfance", Population, 4, INED, Paris, France
- 1990, "Incidents de paiement et trajectoires personnelles des débiteurs", Revue d'économie financière, n° 4, Paris, France
- 1989, "Les rapports domestiques entre femmes et hommes s'enracinent dans le passé familial des conjoints", Population, n°3, INED, Paris, France
- 1988, "Je veux mais nous pouvons : création conjugale et renaissance du moi", Dialogue, n° 102, Paris, France
- 1988, "Activité féminine ou inactivité : la marque de la famille du conjoint", Économie et Statistique, n° 211, INSEE, Paris, France
- 1988, "L'activité professionnelle des mères a augmenté les chances de réussite de leurs enfants", Économie et Statistique, n° 211, INSEE, Paris, France
- 1988, "Trois modes d'organisation domestique selon deux normes familiales font six types de famille", Population, n° 6, INED, Paris, France
- 1988, "La famille et le chômage", in L'enfance et la famille : questions en suspens, ACTIF-IDEF, n° 142-3, Vaucresson, France
- 1987, "Trois logiques familiales à l'œuvre dans les trajectoires sociales", Annales de Vaucresson, n° 26, Vaucresson, France
- 1985, « Le pire est-il inéluctable? », in 1984 et les présents de l'univers informationnel, C.C.I., Paris, France
- 1985, "Autonomie et transformations des familles dans la crise", in L'autonomie sociale aujourd'hui, Presses Universitaires de Grenoble, Grenoble, France
- 1984, "Activité professionnelle et stratégie familiale des femmes mariées", Travail et emploi, n° 22, Paris, France
- 1983, "Une famille, deux logiques, trois types d'organisation", Dialogue, n° 80, Paris, France
- 1982, "Mutation de la famille et travail des femmes", Spécial Issue of Revue Française des Affaires Sociales on "le travail des femmes", Paris, France
- 1980, "Les incidences des mutations de la famille sur les déterminants de l'activité économique : une hypothèse", Économie appliquée, n° 3 et 4, Paris, France
- 1980, (with Yves Lescot and Patrick Pharo), Les savoirs ouvriers, ACT, 164 p., Boulogne-Bilancoourt, France
- 1979, "Les mutations de la famille et les modes de reproduction de la force de travail", L'homme et la société, n° 51, Paris
- 1976, La science et le militaire, Seuil, 317 p., Paris